# Sauris poeciloteucta
Sauris poeciloteucta är en fjärilsart som beskrevs av Louis Beethoven Prout 1932. Sauris poeciloteucta ingår i släktet Sauris och familjen mätare. Inga underarter finns listade.